# 近藤勝之
近藤 勝之（こんどう かつゆき、1945年3月12日 - ）は、日本の柔道家。大東流合気柔術の本部長を務める近藤昌之は弟。

## 生涯
1945年（昭和20年）に東京都で生まれる。武田惣角の高弟の1人であった細野恒次郎のもと、大東流合気柔術を習い始め、1961年に彼の道場において、武田時宗から初の教授を受ける。武田惣角の教授代理であった吉田幸太郎に師事し、1964年には千葉工業大学に合気道部を設け、部の顧問には彼を迎えた。2年後には武田時宗の弟子となり、彼の出身地である北海道を定期訪問したり、逆に武田を東京都に呼んだりして、大東流宗家の指導をおよそ32年間受ける。
1970年11月、近藤は初めて道場を設け、4年後に武田から宗家教授代理を授かった。道場は1982年に、近藤建装工業株式会社の建物の3階に移設され、大森曹玄老師により「真武館」と命名された。1988年、近藤（当時大東流合気武道・東京総支部長）は武田により大東流合気武道における宗家代理・海外本部長に任命され、大東流合気柔術の免許皆伝も認められて本流の道系を継承した。その後武田が病気で倒れて静養していた際に、流派を守るべきはずの門下生の一部が、退館したり一派を名乗ったりしたため、混乱が生じた。 混乱はなかなか収まらず、1993年12月2日に武田は逝去した。1994年9月、各支部長からの強い要望から、唯一の免許皆伝である近藤が、大東流合気柔術本部・本部長・総務長に推薦され、翌年の7月に、大東流合気柔術正統代表者として、日本古武道協会・日本古武道振興会が認可した。近藤は、2000年5月から2011年５月までの11年間、 日本古武道協会の常任理事を務めた。現在は現役の日本古武道振興会の常任理事を務める。